# Canthodimorpha lawrencei
Canthodimorpha lawrencei är en skalbaggsart som beskrevs av Davis, Scholtz och Harrison 1999. Canthodimorpha lawrencei ingår i släktet Canthodimorpha och familjen bladhorningar. Inga underarter finns listade.